# (997) Priska
(997) Priska és un asteroide del cinturó principal, descobert el 12 de juliol de 1923 per Karl W. Reinmuth des de l'observatori de Heidelberg-Königstuhl, Alemanya.
Tenint en compte els seus paràmetres orbitals, es considera un membre de la família Adeona d'asteroides.
Possiblement va ser nomenat per una noia de l'almanac Lahrer Hinkender Bote, publicat en la ciutat de Lahr, Alemanya.
S'estima que té un diàmetre de 18,70 ± 1,6 km. La seva distància mínima d'intersecció de l'òrbita terrestre és d'1,18015 ua.
Les observacions fotomètriques d'aquest asteroide recollides durant el 2009 mostren un període de rotació de 16,22 hores, amb una variació de lluentor de 12,4 de magnitud absoluta.